# Виноградов, Николай Аркадьевич
Николай Аркадьевич Виноградов (5 ноября 1910, село Щучье, Осташковский уезд, Тверская губерния — 1977, Москва) — советский врач; доктор медицинских наук, профессор, член-корреспондент АМН СССР; министр здравоохранения РСФСР (1959—1962).

## Биография
Родился в селе Щучье Осташковского уезда в семье помощника начальника станции Горовастица. Отец: Аркадий Иванович Виноградов (житель города Ржева); мать: Александра Алексеевна.
Начальное образование получил в средней школе города Осташков.
В 1934 г. окончил 2-й Ленинградский медицинский институт. В 1934—1936 гг. работал хирургом, главным врачом Красночикойской районной больницы, заведовал Красночикойским районным отделом здравоохранения (Восточно-Сибирский край).
В 1938 г. окончил аспирантуру 2-го Ленинградского медицинского института. В 1938 г. — главный врач больницы имени И. И. Мечникова (Ленинград).
В 1938—1940 гг. — директор Ленинградского института усовершенствования врачей. В 1940 защитил диссертацию на соискание учёной степени кандидата медицинских наук.
С 1940 г. — заместитель народного комиссара здравоохранения РСФСР по кадрам, заместитель министра здравоохранения СССР.
С 1949 г. до конца жизни заведовал кафедрой социальной гигиены и организации здравоохранения Центрального института усовершенствования врачей. Одновременно с 1951 г. возглавлял Институт организации здравоохранения и истории медицины имени Н. А. Семашко, а также Государственное издательство медицинской литературы.
С 10 апреля 1959 по 14 ноября 1962 г. — министр здравоохранения РСФСР.
В 1959 г. был избран депутатом Верховного Совета РСФСР.

## Научная деятельность
1 марта 1966 г. избран членом-корреспондентом АМН СССР по отделению профилактической медицины.

### Избранные труды
- Виноградов Н. А. Аппендицит и беременность : (Клиника, диагностика и терапия). — Л.: ГИДУВ, 1941. — 88 с. — 1500 экз.
- Виноградов Н. А. Аппендицит и беременность : (Клиника, диагностика и терапия) : Тез. дис. … канд. мед. наук. — Л.: тип. «Печатный труд», 1940. — 4 с.
- Виноградов Н. А. Здравоохранение в годы борьбы за социалистическую индустриализацию страны (1926—1929). — М.: Медгиз, 1955. — 55 с. — 10 000 экз.
- Виноградов Н. А. Здравоохранение в годы Великой Отечественной войны (1941—1945). — М.: Медгиз, 1955. — 40 с. — 10 000 экз.
- Виноградов Н. А. Здравоохранение в годы иностранной военной интервенции и гражданской войны (1918—1920). — М.: Медгиз, 1954. — 31 с. — 10 000 экз.
- Виноградов Н. А. Здравоохранение в период борьбы за коллективизацию сельского хозяйства (1930—1934). — М.: Медгиз, 1955. — 44 с. — 10 000 экз.
- Виноградов Н. А. Здравоохранение в период перехода на мирную работу по восстановлению народного хозяйства (1921—1925). — М.: Медгиз, 1954. — 35 с. — 10 000 экз.
- Виноградов Н. А. Здравоохранение в период подготовки и проведения Великой Октябрьской социалистической революции. — М.: Медгиз, 1954. — 32 с. — 10 000 экз.
- Виноградов Н. А. Здравоохранение в послевоенный период. — М.: Медгиз, 1955. — 68 с. — 10 000 экз.
- Виноградов Н. А. Здравоохранение в предвоенный период (1935—1940). — М.: Медгиз, 1955. — 39 с. — 10 000 экз.
- Виноградов Н. А. Здравоохранение в СССР (1917—1957). — М.: Медгиз, 1957. — 100 с. — 700 экз.
- Виноградов Н. А. Здравоохранение в шестой пятилетке (Материал для лекции). — М., 1957. — 21 с. — 13 000 экз.
- Виноградов Н. А. Методика обследования городских больниц. — М.: Медгиз, 1954. — 116 с. — 10 000 экз.
- Виноградов Н. А. Методика обследования городских и сельских больниц. — М., 1966. — 136 с. — 3000 экз.
- Виноградов Н. А. Мораль советского врача. — М.: Медгиз, 1955. — 68 с. — 9000 экз.
- Виноградов Н. А. О теории советского здравоохранения и её истоках. — М.: Медгиз, 1955. — 32 с. — 10 000 экз.
- Виноградов Н. А. Основные принципы советского здравоохранения. — М.: Медгиз, 1954. — 44 с. — 10 000 экз.
- Виноградов Н. А. Принципы работы с медицинскими кадрами. — М.: Медгиз, 1955. — 96 с. — 10 000 экз.
- Виноградов Н. А. Прогрессивные традиции русской медицины в охране здоровья народа. — М.: Медгиз, 1955. — 36 с. — 10 000 экз.
- Виноградов Н. А. Роль русского врача в охране здоровья народа : 14-й междунар. конгресс по истории медицины : Рим-Салерно, сент. 1954. — М.: Медгиз, 1954. — 52 с.
- Виноградов Н. А., Страшун И. Д. Охрана здоровья трудящихся в Советском Союзе : (К 30-летию Великой Октябрьской социалистической революции). — М.: Медгиз, 1947. — 80 с. — 200 000 экз.
- Организация здравоохранения в СССР : Пособие для врачей / Под ред. Н. А. Виноградова. — 2-е изд., перераб. и доп. — М.: Медгиз, 1962. — 655 с. — 13 000 экз.
- Руководство по социальной гигиене и организации здравоохранения : в 2-х тт / Под ред. Н. А. Виноградова. — 3-е изд., испр. и доп. — М.: Медицина, 1974. — 8000 экз.

## Награды
- два ордена Трудового Красного Знамени
- орден Красной Звезды